# Dihydroxybenzoesäuren
Die Dihydroxybenzoesäuren bilden in der Chemie eine Stoffgruppe von aromatischen Verbindungen, die sich sowohl von der Benzoesäure als auch von den Dihydroxybenzolen ableitet. Die Struktur besteht aus einem Benzolring mit einer angefügten Carboxygruppe (–COOH) und zwei Hydroxygruppen (–OH) als Substituenten. Durch deren unterschiedliche Anordnung ergeben sich sechs Konstitutionsisomere mit der Summenformel C7H6O4.
| Gefahrensymbol |

| keine GHS-Piktogramme |

| Gefahrensymbol |

| keine GHS-Piktogramme |

| Gefahrensymbol |

| keine GHS-Piktogramme |

## Vorkommen

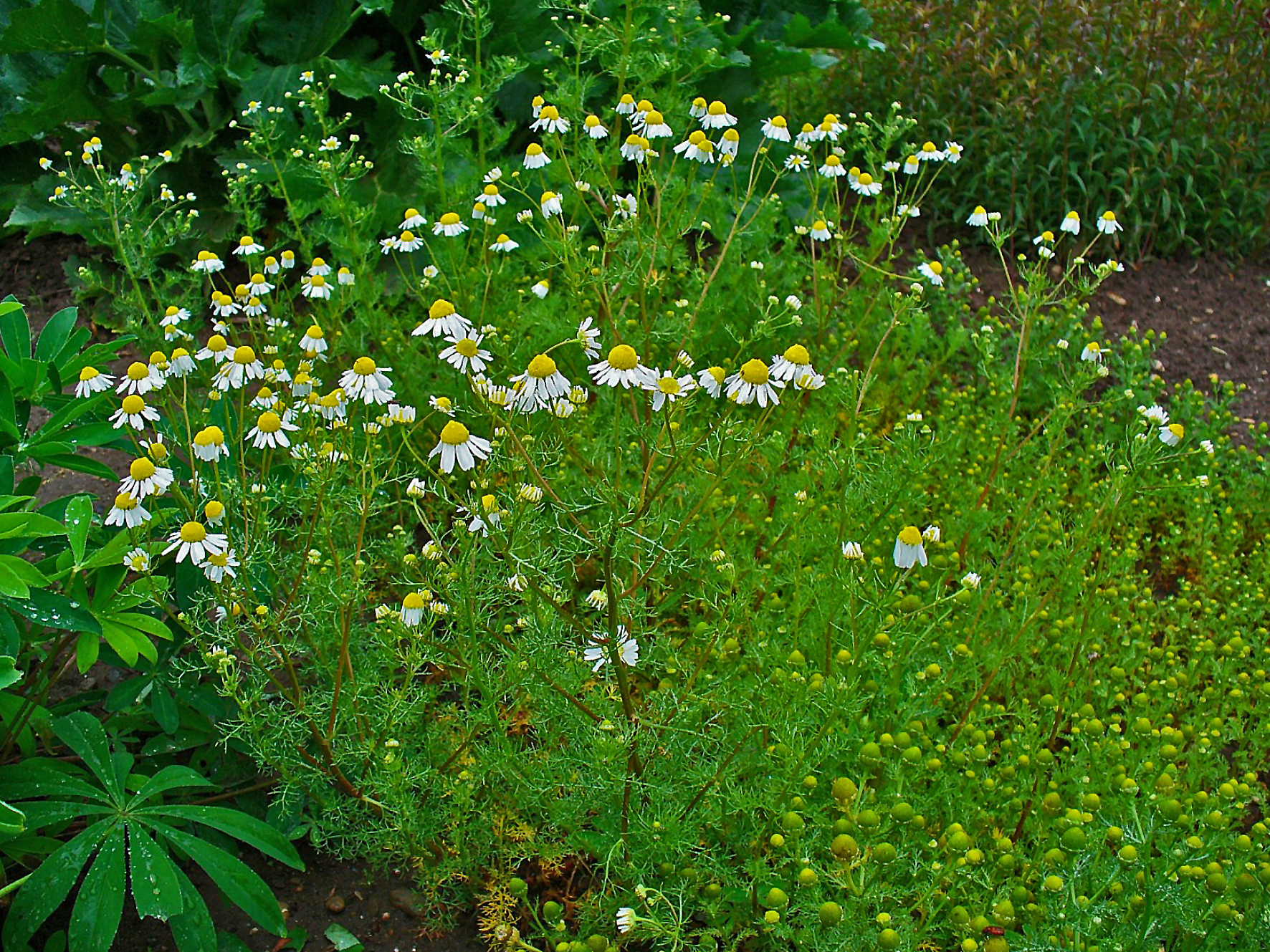
Echte Kamille

2,4- und 2,5-Dihydroxybenzoesäure kommen natürlich in Echter Kamille vor. 
3,4-Dihydroxybenzoesäure kommt natürlich in der Pekannuss, der Borstigen Taigawurzel, in Ginkgo, im Olivenbaum, in der Aprikose, im Gewürznelkenbaum und im Mönchspfeffer vor.